# クリント・ボウヤー
クリント・ボウヤー（Clinton Edward Bowyer, 1979年5月30日 - ）は、アメリカ合衆国のストックカーレーシングドライバー。カンザス州エンポリア出身。スチュワート＝ハース・レーシング所属。カーナンバー14のフォード・フュージョンでモンスターエナジー・NASCARカップ・シリーズに参戦中。
2008年のNASCARネイションワイド・シリーズチャンピオン。

## 経歴

### NASCAR
2004年にリチャード・チルドレス・レーシングよりNASCARブッシュシリーズに参戦開始。
翌2005年よりブッシュシリーズにフル参戦する。第15戦ナッシュビルにてシリーズ初勝利を挙げる。第32戦メンフィスの勝利と合わせてシリーズ年間2勝、シリーズ成績2位となる。同年は最高峰シリーズのネクステルカップ・シリーズに同じくリチャード・チルドレス・レーシングから第8戦フェニックスにスポット参戦する。
2006年からネクステルカップ・シリーズにもフル参戦を開始。第25戦フォンタナで3位を記録するなど、シリーズ成績は17位。ブッシュシリーズでは第29戦ドーバーで勝利し、シリーズ成績3位となる。
2007年のネクステルカップ・シリーズでは、第27戦ロードンで300周中222周の最多ラップリードを記録し、ポール・トゥ・ウィンでのシリーズ初勝利を挙げる。シリーズ成績は3位。一方ブッシュ・シリーズはスポット参戦ながら第9戦フェニックスと第11戦リッチモンドで勝利、シリーズ成績は12位。
2008年のスプリントカップ・シリーズでは第10戦リッチモンドで勝利、シリーズ成績は5位。ネイションワイド・シリーズでは第5戦ブリストルでの1勝のみながら、全35戦中トップ5フィニッシュ14回、トップ10フィニッシュ29回と抜群の安定感を発揮し、シリーズチャンピオンを獲得した。
2012年、マイケル・ウォルトリップ・レーシングに移籍。スプリントカップ・シリーズでは第16戦ソノマ、第26戦リッチモンド、第31戦シャーロットの合計3戦で勝利を挙げ、シリーズ成績は自己最高の2位を記録する。しかし、第31戦シャーロットでの勝利以来、長く勝利から遠ざかることとなった。
マイケル・ウォルトリップ・レーシング（MWR）での参戦2年目である2013年、勝利はないもののトップ10フィニッシュ13回と好調な中、ランキング2位で迎えたレギュラーシーズン最終戦の第26戦リッチモンドで、15号車のボウヤーは393周目にスピンをし、これをきっかけにコーション発生となった。4周のコーションラップの後、レースは再開し、最終的にボウヤーは25位、チームメイトの56号車、マーティン・トゥーレックス・ジュニアが7位フィニッシュとなり、二人ともチェイス（プレーオフ）進出を決めた。
ところがレース終了後に、ボウヤーのスピンがトゥーレックス・ジュニアのチェイス進出を助けるための意図的なものであるという疑惑が浮上した。その後のNASCARの調査ではこのスピンが故意であったことを示す証拠は見つからなかったものの、もう一人のチームメイト、55号車のブライアン・ヴィッカーズとスポッターとの無線交信記録の内容から、ヴィッカーズのピットストップが順位を操作するためのものであると認められたため、MWRに対しNASCAR史上最高額となる30万ドルの罰金、出場していた3台のチームすべてのドライバーポイントとオーナーポイントから50ポイント剥奪の処分が課せられた。また、ヴィッカーズのスポッター、タイ・ノリスは無期限の出場停止、3台全てのクルーチーフ（ブライアン・パティ、スコット・ミラー、チャド・ジョンストン）は12月31日までの保護観察処分が課せられた。ポイント剥奪処分が課せられたことにより、ボウヤーは前戦終了時点での2位から8位タイまで後退、トゥーレックス・ジュニアは17位となりチェイス枠から脱落した。
この一連の出来事の後、ボウヤーはMWRへの残留を決めたものの、トゥーレックス・ジュニアは2013年限りで契約を解除、ファニチャー・ロウ・レーシングへ移籍することとなった。また、主要スポンサーである自動車部品販売チェーン店のNAPAオートパーツはMWRとのスポンサー契約を解消した。メインスポンサーの撤退によりMWRはレース参戦継続が困難となり、次第にチームを縮小していくこととなった。
2014年、トゥーレックス・ジュニアが抜けたMWRはボウヤーとヴィッカーズとの2台体制に縮小。15回のトップ10を記録するものの未勝利。シリーズ成績は19位と前年の7位から大きく落とす。
2015年も引き続きMWRから参戦する。シーズン中の8月19日、MWRは2015年をもってボウヤーとの契約を解除し、2016年のフルタイム参戦をしないと発表した。MWRの消滅により2016年のシートを失うこととなったボウヤーだが、同年9月30日にスチュワート＝ハース・レーシングのトニー・スチュワートが2016年をもって現役を引退すると表明。2017年からスチュワートの後継として14号車にボウヤーが乗ることを発表した。依然として2016年の所属は不透明な状態であったが、同年10月2日、ジャスティン・オールガイヤーと入れ替わりでHスコット・モータースポーツに移籍することが決定した。MWRでの最終シーズンは16位で終えた。
2016年、Hスコット・モータースポーツに移籍。第10戦タラデガの7位が最高位であり、シリーズ27位と不振に終わる。
2017年、当初の予定通りスチュワート＝ハース・レーシングに移籍。第5戦フォンタナで3位、第8戦ブリストルで2位、第16戦ソノマではチームメイトのケヴィン・ハーヴィックに続いてのワンツーフィニッシュを飾るなど好調ではあったが、勝利には恵まれずシリーズ成績は18位であった。
2018年のモンスターエナジー・NASCARカップ・シリーズは第6戦マーティンズビルで500周中215周の最多ラップリードを記録し勝利。2012年の第31戦シャーロット以来となる190戦ぶりの勝利となった。第15戦ブルックリンでは降雨のため短縮となったレースを制し、シーズン2勝目を挙げた。

## 戦績

### NASCAR

#### モンスターエナジー・NASCARカップ・シリーズ
| 年             | チーム                               | No.            | 車両           | 出場 | 勝利 | T5 | T10 | PP | Led/Laps      | 順位 | 出典   |
| -------------- | ------------------------------------ | -------------- | -------------- | ---- | ---- | -- | --- | -- | ------------- | ---- | ------ |
| 2005           | リチャード・チルドレス・レーシング   | 33             | シボレー       | 1    | 0    | 0  | 0   | 0  | 0 / 311       | 69位 | [ 5 ]  |
| 2006           | リチャード・チルドレス・レーシング   | 07             | シボレー       | 36   | 0    | 4  | 11  | 0  | 112 / 10304   | 17位 | [ 7 ]  |
| 2007           | リチャード・チルドレス・レーシング   | 07             | シボレー       | 36   | 1    | 5  | 17  | 2  | 387 / 10437   | 3位  | [ 11 ] |
| 2008           | リチャード・チルドレス・レーシング   | 07             | シボレー       | 36   | 1    | 7  | 17  | 0  | 188 / 10655   | 5位  | [ 16 ] |
| 2009           | リチャード・チルドレス・レーシング   | 33             | シボレー       | 36   | 0    | 4  | 16  | 0  | 41 / 10157    | 15位 | [ 36 ] |
| 2010           | リチャード・チルドレス・レーシング   | 33             | シボレー       | 36   | 2    | 7  | 18  | 0  | 400 / 10133   | 10位 | [ 37 ] |
| 2011           | リチャード・チルドレス・レーシング   | 33             | シボレー       | 36   | 1    | 4  | 16  | 0  | 345 / 10441   | 13位 | [ 38 ] |
| 2012           | マイケル・ウォルトリップ・レーシング | 15             | トヨタ         | 36   | 3    | 10 | 23  | 0  | 388 / 10271   | 2位  | [ 22 ] |
| 2013           | マイケル・ウォルトリップ・レーシング | 15             | トヨタ         | 36   | 0    | 10 | 19  | 0  | 354 / 10400   | 7位  | [ 39 ] |
| 2014           | マイケル・ウォルトリップ・レーシング | 15             | トヨタ         | 36   | 0    | 5  | 15  | 0  | 109 / 9834    | 19位 | [ 24 ] |
| 2015           | マイケル・ウォルトリップ・レーシング | 15             | トヨタ         | 36   | 0    | 2  | 12  | 0  | 11 / 9737     | 16位 | [ 25 ] |
| 2016           | Hスコット・モータースポーツ          | 15             | シボレー       | 36   | 0    | 0  | 3   | 0  | 3 / 10252     | 27位 | [ 27 ] |
| 2017           | スチュワート＝ハース・レーシング     | 14             | フォード       | 36   | 0    | 6  | 13  | 0  | 22 / 10056    | 18位 | [ 31 ] |
| 通算（13年間） | 通算（13年間）                       | 通算（13年間） | 通算（13年間） | 433  | 8    | 64 | 180 | 2  | 2360 / 122988 |      |        |

##### デイトナ500
| 年   | チーム                               | 車両     | スタート | フィニッシュ |
| ---- | ------------------------------------ | -------- | -------- | ------------ |
| 2006 | リチャード・チルドレス・レーシング   | シボレー | 37       | 6            |
| 2007 | リチャード・チルドレス・レーシング   | シボレー | 11       | 18           |
| 2008 | リチャード・チルドレス・レーシング   | シボレー | 31       | 24           |
| 2009 | リチャード・チルドレス・レーシング   | シボレー | 22       | 4            |
| 2010 | リチャード・チルドレス・レーシング   | シボレー | 9        | 4            |
| 2011 | リチャード・チルドレス・レーシング   | シボレー | 6        | 17           |
| 2012 | マイケル・ウォルトリップ・レーシング | トヨタ   | 30       | 11           |
| 2013 | マイケル・ウォルトリップ・レーシング | トヨタ   | 10       | 11           |
| 2014 | マイケル・ウォルトリップ・レーシング | トヨタ   | 20       | 42           |
| 2015 | マイケル・ウォルトリップ・レーシング | トヨタ   | 9        | 7            |
| 2016 | Hスコット・モータースポーツ          | シボレー | 31       | 33           |
| 2017 | スチュワート＝ハース・レーシング     | フォード | 6        | 32           |
| 2018 | スチュワート＝ハース・レーシング     | フォード | 10       | 15           |

#### エクスフィニティ・シリーズ
| 年             | チーム                                       | No.            | 車両           | 出場 | 勝利 | T5 | T10 | PP | Led/Laps     | 順位 | 出典   |
| -------------- | -------------------------------------------- | -------------- | -------------- | ---- | ---- | -- | --- | -- | ------------ | ---- | ------ |
| 2004           | リチャード・チルドレス・レーシング           | 21             | シボレー       | 14   | 0    | 4  | 6   | 1  | 108 / 2800   | 29位 | [ 1 ]  |
| 2004           | ケヴィン・ハーヴィック・インコーポレイテッド | 33             | シボレー       | 3    | 0    | 0  | 1   | 0  | 0 / 217      | 29位 | [ 1 ]  |
| 2005           | リチャード・チルドレス・レーシング           | 2              | シボレー       | 35   | 2    | 12 | 22  | 2  | 565 / 6569   | 2位  | [ 4 ]  |
| 2006           | リチャード・チルドレス・レーシング           | 2              | シボレー       | 35   | 1    | 12 | 17  | 2  | 579 / 6574   | 3位  | [ 9 ]  |
| 2007           | リチャード・チルドレス・レーシング           | 2              | シボレー       | 22   | 2    | 13 | 19  | 1  | 336 / 4047   | 12位 | [ 14 ] |
| 2008           | リチャード・チルドレス・レーシング           | 2              | シボレー       | 35   | 1    | 14 | 29  | 0  | 658 / 6386   | 1位  | [ 18 ] |
| 2009           | リチャード・チルドレス・レーシング           | 29             | シボレー       | 12   | 2    | 6  | 8   | 1  | 169 / 2295   | 29位 | [ 40 ] |
| 2010           | リチャード・チルドレス・レーシング           | 21             | シボレー       | 13   | 0    | 1  | 6   | 1  | 53 / 2282    | 32位 | [ 41 ] |
| 2011           | ケヴィン・ハーヴィック・インコーポレイテッド | 33             | シボレー       | 10   | 0    | 5  | 7   | 1  | 153 / 1725   | -    | [ 42 ] |
| 2012           | ジョー・ギブス・レーシング                   | 20             | トヨタ         | 1    | 0    | 0  | 0   | 0  | 1 / 86       | -    | [ 43 ] |
| 2016           | JRモータースポーツ                           | 88             | シボレー       | 1    | 0    | 0  | 1   | 0  | 3 / 200      | -    | [ 44 ] |
| 通算（10年間） | 通算（10年間）                               | 通算（10年間） | 通算（10年間） | 181  | 8    | 67 | 116 | 9  | 2625 / 33181 |      |        |

#### キャンピング・ワールド・トラック・シリーズ
| 年            | チーム                                       | No.           | 車両          | 出場 | 勝利 | T5 | T10 | PP | Led/Laps   | 順位 | 出典   |
| ------------- | -------------------------------------------- | ------------- | ------------- | ---- | ---- | -- | --- | -- | ---------- | ---- | ------ |
| 2006          | SSグリーン・ライト・レーシング               | 07            | シボレー      | 1    | 0    | 0  | 1   | 0  | 84 / 250   | 42位 | [ 45 ] |
| 2006          | モーガン＝ダラー・モータースポーツ           | 46            | シボレー      | 2    | 1    | 1  | 1   | 1  | 111 / 344  | 42位 | [ 45 ] |
| 2007          | ケヴィン・ハーヴィック・インコーポレイテッド | 2             | シボレー      | 4    | 0    | 1  | 1   | 0  | 17 / 388   | 53位 | [ 46 ] |
| 2010          | ケヴィン・ハーヴィック・インコーポレイテッド | 2             | シボレー      | 1    | 1    | 1  | 1   | 0  | 97 / 150   | 75位 | [ 47 ] |
| 2011          | ケヴィン・ハーヴィック・インコーポレイテッド | 2             | シボレー      | 4    | 1    | 4  | 4   | 1  | 318 / 581  | 82位 | [ 48 ] |
| 2014          | アセニアン・モータースポーツ                 | 05            | トヨタ        | 1    | 0    | 1  | 1   | 0  | 10 / 64    | 94位 | [ 49 ] |
| 2016          | GMSレーシング                                | 24            | シボレー      | 1    | 0    | 1  | 1   | 0  | 0 / 170    | 84位 | [ 50 ] |
| 通算（6年間） | 通算（6年間）                                | 通算（6年間） | 通算（6年間） | 14   | 3    | 9  | 10  | 2  | 637 / 1947 |      |        |